# Eucharissa cuprifrons
Eucharissa cuprifrons är en stekelart som beskrevs av John Obadiah Westwood 1874. Eucharissa cuprifrons ingår i släktet Eucharissa och familjen Eucharitidae. Inga underarter finns listade i Catalogue of Life.